# Chrysanthemum indicum
Chrysanthemum indicum L. è una specie di pianta erbacea perenne della famiglia delle Asteraceae.